# Sigalionidae
Sigalionidae – rodzina wieloszczetów z rzędu Phyllodocida i podrzędu Phyllodociformia.

## Taksonomia
Rodzinę opisał w 1867 roku Anders Johan Malmgren.

## Opis
Ciało czworokątne lub płaskie. Obecna 1 do 3 par czułek i 4 szczęki. Neurosetae złożone, a notosetae proste. Brzeżnie okolone elytrae obecne zamiennie z grzbietowymi cirri w przedniej części ciała, oraz na wszystkich uszczecinionych segmentach części tylnej ciała. Gatunki pospolite w miejscach o miękkim dnie.

## Systematyka
Zalicza się tu 39 następujących rodzajów:
- Anoplopisione Laubier, 1967
- Conconia
- Ehlersileanira
- Euleanira
- Eusigalion
- Eusthenelais
- Euthalenessa Darboux, 1900
- Fimbriosthenelais Pettibone, 1971
- Horstileanira
- Labioleanira Pettibone, 1992
- Labiosthenolepis
- Leanira Kinberg, 1856
- Leanithalessa
- Mayella
- Neoleanira Pettibone, 1970
- Parasthenelais Amoureux, 1972
- Claparedepelogenia Pettibone, 1997
- Dayipsammolyce Pettibone, 1997
- Hartmanipsammolyce Pettibone, 1997
- Heteropelogenia Pettibone, 1997
- Neopsammolyce Pettibone, 1997
- Pelogenia Schmarda, 1861
- Pottsipelogenia Pettibone, 1997
- Psammolyce Kinberg, 1856
- Pholoides Pruvot, 1895
- Pisione Grube, 1857
- Pisionella Hartman, 1939
- Pisionidens Aiyar & Alikunhi, 1943
- Pontogenessa
- Sigalion Audouin & Milne Edwards in Cuvier, 1830
- Sthenelais Kinberg, 1856
- Sthenelanella
- Sthenolepis Willey, 1905
- Thalenessa Baird, 1868
- Willeysthenelais